# أندريه ويلمز
أندريه ويلمز (بالفرنسية: André Wilms)‏
```
(و. 
1947
 – 
م
)
[
6
]
 هو 
ممثل
 من 
فرنسا
. ولد في 
ستراسبورغ
.
[
7
]
```

## قائمة الأعمال

### الأفلام
- (1992) حياة البهيمي[8]
- (2009) ريكي[9]
- (2011) فيلم لو هافر[10]
- (2016) ماري كوري[11]

## جوائز
حصل على جوائز منها:
- قائد الفنون والآداب.

## وصلات خارجية
- أندريه ويلمز على موقع IMDb (الإنجليزية)
- أندريه ويلمز على موقع ألو سيني (الفرنسية)
- أندريه ويلمز على موقع ميوزك برينز (الإنجليزية)
- أندريه ويلمز على موقع أول موفي (الإنجليزية)
- أندريه ويلمز على موقع قاعدة بيانات الأفلام السويدية (السويدية)
- أندريه ويلمز على موقع ديسكوغز (الإنجليزية)
- أندريه ويلمز على موقع قاعدة بيانات الفيلم (الإنجليزية)
- أندريه ويلمز على موقع كينوبويسك (الروسية)